# 蒂萨厄尔什
蒂萨厄尔什（匈牙利語：Tiszaörs）是匈牙利亚斯-瑙吉孔-索尔诺克州所辖的一个村，总面积37.10平方公里，总人口1282，人口密度34.6人/平方公里（2010年1月1日）。